# Villers-les-Pots
Villers-les-Pots är en kommun i departementet Côte-d'Or i regionen Bourgogne-Franche-Comté i östra Frankrike. Kommunen ligger i kantonen Auxonne som tillhör arrondissementet Dijon. År 2022 hade Villers-les-Pots 1 206 invånare.

## Befolkningsutveckling
Antalet invånare i kommunen Villers-les-Pots
Referens:INSEE